# ماتسوساكا (ميه)
مدينة ماتسوساكا (بالإنجليزية: Matsusaka)‏ هي أحد المدن التابعة لمحافظة ميه. تأسست رسميًا في 01/02/1933. ويقدر عدد سكانها بـ 169571 نسمة حسب تقدير مكتب الإحصاء الياباني لعام 2012. تبلغ مساحة ماتسوساكا 623.82 كم2. بكثافة سكانية تبلغ 272 نسمة/كم2.

## أعلام
- هاجيمي تامورا
- ساتوشي هيدا
- كازو كوروكي
- بين وادا
- كيسوكي فونتاني
- موتوري نوريناغا